# Karl Hajos
Karl Hajos (* 28. Jänner 1889 in Budapest, Österreich-Ungarn; † 1. Februar 1950 in Hollywood) war ein deutsch-amerikanischer Komponist ungarischer Herkunft.

## Werdegang
Hajos studierte in Budapest an der Universität und an der Musik-Akademie. Nach dem Ersten Weltkrieg begann er in Wien im Kabarett „Hölle“ mit Operetten-Einaktern, aus denen bald abendfüllende Operetten wie Der schwarze Pierrot (1922) und Die Rote Katze (1923) wurden. Daneben komponierte er Tanzschlager, Couplets und Wienerlieder.
In Wien gründete er 1921 den „Pierrot“-Verlag. In Berlin schrieb er im gleichen Jahr für die Revue Der Herr der Welt, die James Klein zur Wiedereröffnung der Komischen Oper aufführte, mehrere Liedbeiträge. 1923 war er Direktor des Berliner Thalia-Theaters.
Hajos arbeitete mit den Librettisten Fritz Löhner-Beda, Louis Taufstein und Eugen Burg, Wilhelm Sterk und Bruno Hardt-Warden zusammen.
1924 wanderte er nach Amerika aus, wo er sich als Komponist etablieren konnte. Er ließ sich in New York nieder und schrieb zunächst für die Bühne; zwei seiner Operetten wurden dort am Broadway aufgeführt: Nadja 1925 am Knickerbocker Theatre, die sich nicht lange halten konnte, und, mit größerem Erfolg, White Lilacs / Weißer Flieder 1928 am Shubert Theatre und danach an Jolson’s 59th Street Theatre. Ab 1929 war er Mitglied bei der ASCAP.
1927 wurde er Mitarbeiter im music department der „Paramount“-Filmgesellschaft, für welche er einige Zeit als Komponist tätig war, ehe er sich unabhängigen Produzenten zuwandte. Er schrieb Filmmusiken zwischen 1928, dem Geburtsjahr des Tonfilms, und 1950. Bei mehreren Produktionen übernahm er auch die musikalische Leitung. Als Kinomusiker war er in verschiedenen Genres tätig.
1929 schrieb er die Musik für den frühen Tonfilm-Western The Virginian (Der Mann aus Virginia), den Victor Fleming nach dem Roman von Owen Wister drehte. Auch die Musik zu Josef von Sternbergs frühem Tonfilmkrimi Thunderbolt (1929) stammt von ihm.
Ebenso komponierte Hajos Musik für mehrere Filme mit der am Beginn ihrer Karriere stehenden Marlene Dietrich: Morocco (1930), Dishonored (1931) und Shanghai Express (1932) in der Regie von Josef von Sternberg, und für die Literaturverfilmung Song of songs / Das Hohe Lied (1933) nach Hermann Sudermann, bei der Rouben Mamoulian Regie führte.
Er lieferte die Musik für den Mae-West-Tonfilm I’m No Angel 1933, zu dem Science Fiction Serial um den Comic-Helden „Flash Gordon“ 1936 (zusammen mit Bernhard Kaun und Heinz Roemheld), zu Gruselfilmen wie Werewolf Of London (1935) und Drums Of Fu Man Chu (1940)(mit Seymour Arnold Feuerman), schließlich zu antifaschistischen Filmen wie Hitler’s Madman 1943, der das Attentat auf Reinhard Heydrich behandelte. Seine Kompositionen zu den Filmen Sommerstürme (1944) und „The Man Who Walked Alone“ (1945) brachten ihm Oscar-Nominierungen für die Beste Filmmusik in der Kategorie Drama/Komödie ein.
Von seinen frühen Tanzkompositionen sind der One-step Lo, holde Lo und der Da Da Foxtrot von 1921 in Erinnerung geblieben. Orchester wie Dajos Béla und Marek Weber haben seine Melodien auf Schallplatte gespielt. Zu seinen erfolgreichen Schlagerkompositionen in Amerika gehören die Lieder Falling Leaves, Beautiful Dawn, und Melodies Within My Heart. An gehobener Unterhaltungsmusik hat er eine Fantasie für Klavier und Orchester und eine Rhapsodie im Walzertakt für Orchester hinterlassen.
Hajós starb am 1. Februar 1950 in Hollywood, Los Angeles, USA. Er liegt begraben auf dem Hollywood forever-Friedhof in Los Angeles.
Karl / Karoly Hajós ist nicht zu verwechseln mit seinem Landsmann und Komponisten-Kollegen József ‚Joe‘ Hajós, der zwischen 1932 und 1966 als Musiker aktiv war.

## Werke

### Operetten / Revue
- Pst! Herr Ober [T: W. Sterk] Operetten-Einakter 1920
- Dienstmann Nr. 16 [T: B. Hardt-Warden und Otto Hein] Operetten-Einakter 1920
- Der keusche Silvanus [T: F. Löhner] Operetten-Einakter 1921
- Der Herr der Welt [T: F. Löhner-Beda]: James Klein-Revue in 10 Bildern, Komische Oper Berlin, Oktober 1921[15]
- Der schwarze Pierrot. Operette in 3 Akten von Fritz Löhner, Musik von Karl Hajós. Berlin, K. Brüll, 1922
- Die Rote Katze. Schwankoperette in drei Akten von Eugen Burg und Louis Taufstein. Gesangstexte von Willi Kollo. Berlin, Thalia-Theater-Verlag 1923

### Schlager
- Anders als die andern[, Kind, ist keine]: Lied und Foxtrot aus „Die Rote Katze“ [T: Eugen Burg] Berlin: Thalia-Theater-Verlag, 1923.[16][8]
- Bleib bei mir, Melodie u. Shimmy [T: Kurt Robitschek] Drei Masken Verlag, Berlin 1923
- Cara signorina. Danza duetto dell'operetta „Il Pierrot Nero“: Hajos Karl//Lohner Fritz. Editore: Bongiovanni, Bologna, 1923
- Da Da Foxtrot [T: F. Löhner] Berliner Bohème Verlag (Karl Brüll), B.B.V. 530. 1920[17]
- Das Lied vom Grunewald / Karl Hajós. Berlin, Verlag Karl Brüll, 1921.
- Im Coupé. Ein Brief an eine Unbekannte. Lied und Ragtime / Hajos, Karl. Wien, Bohème-Verlag 1920.
- Königin der Nacht (Ma Belle). Valse-Intermezzo (Boston) / Hajos, Karl. Op. 180. Berlin, Berliner Bohème-Verlag 1921.
- Laufe keiner Frau nach [T: A. Rebner] Drei Masken Verlag, Berlin 1922.
- Lo, holde Lo, One-step / Hajos, Karl. Op. 187. Berlin, Berliner Bohème-Verlag 1921.
- LO, BELLA, LO / KARL HAJOS. Editore: A&G CARISH & C. EDITEURS, MILAN
- The Magic of Moonlight and Love (sheet music) / P.I. Tschaikowsky, Karl Hajos. From the Musical production „Natja.“ Pub. by Leo Feist, 1925. Illustrated color cover.
- Negerhochzeit. Charakterstück. Berlin Apollo-Verl. c 1913
- O Magdalene. Foxtrot / Karl Hajós [T: Ernst Wengraf] c. 1920[18]
- Pegnoir trot: Casa musicale Fratelli Curci, Napoli, 1921. Musica di Karl Hajos. Versione ritmica di Tom Cioffi. - in 4°
- Purtroppo é cosí, one-step di Karl Hajos. A.&G.Carish & C. Editori, Milano 1921.
- Quand la jeunesse fleurit …: valse lente = Wenn die Jugend blüht; par Charles Hajos. Berlin: Apollo-Verl., c 1913.

### Wienerlieder
- Heut möcht ich ein Räuscherl krieg'n [T: Wilhelm Sterk] Leipzig: Doblinger, 1920.
- Kinder, im Frühling da zahlt ma kan Zins [T: B. Hardt-Warden] Wien: Bohème-Verlag, 1920.
- Lied vom Riesenrad – Foxtrotlied – Op. 189 [T: F. Löhner] Pierrot-Verlag, Wien 1921.[19]
- Wer wird denn sparen?: ein heiteres Lied aus dem dunkelsten Wien von Ernst Wengraf op. 165. Musik von Charles [sic] Hajos. Wien: Bohême-Verl., c 1919.

## Filmographie (Auswahl)
- 1928: Die Liebschaften einer Schauspielerin (Loves of an Actress)
- 1928: Die Dame aus Moskau (The Woman from Moscow)
- 1928: Freibeuter der Südsee (Scarlet Seas)
- 1928: Heimkehr (Homecoming) (US-amerikanische Version)
- 1929: Die Stimme aus dem Jenseits (The Canary Murder Case)
- 1929: Millionen um ein Weib (The Wolf of Wall Street)
- 1929: Der Held des Tages (The Love Doctor)
- 1930: Orkan (Derelict)
- 1931: Die Nacht der Entscheidung
- 1933: Alles für das Kind (A Bedtime Story)
- 1933: The Story of Temple Drake
- 1943: Hitler’s Madman
- 1944: Sommerstürme (Summer Storm)
- 1945: The Man Who Walked Alone
- 1949: The Lovable Cheat

## Tondokumente (Auswahl)

### Tanz- und Liedschlager
- O Magdalene! (Komponist: Karl Hajós – Text: Ernst Wengraf) Újváry Károly, Favorite-Streichorchester, Dirigent: Robert Stolz. Favorite 1-110 (mx. 0078), aufgen. Wien 1920. Anzuhören bei gramofon.nava.hu.
- Da Da Foxtrot / Karl Hajos. Mayfair Dance orchestra, George W. Byng conductor. HMV 7-280 672 (mx. Bb 728-1) rec. Hayes, Room 1, 30. November 1921
- Lo, holde Lo: one-step / Karl Hajos. Mayfair Dance orchestra, George W. Byng conductor. HMV HMV 7-280 674 (mx. Bb 767-2) rec. Hayes, Room 1, 9. Dezember 1921
- Lo, holde Lo: one-step / Karl Hajos. Take Banescu mit seinem Künstler-Orchester. Homocord B. 14 (mx. M 16 486)[A2 8 22]
- Lo, holde Lo: Paso doble / Karl Hajos. Marek Weber mit seiner Künstlerkapelle vom Esplanade, Berlin. Parlophon P. 1177 (Matrizennummer 2-2859)
- Im Coupé – Foxtrot / Karl Hajós. Friedrich Schmidt-Marlissa, Tenor mit Streich-Orchester. Beka 30 787 (mx. 30 787), aufgen. 8. Jänner 1921[20]
- Mandarin. Shimmy-Foxtrott / Karl Hajos. Vox-Tanz-Orchester. Vox 01159 (Matrix number 524-A) c. Mai 1922[21]
- Lauf keiner Frau nach ! Shimmy / von Karl Hajos. Bohème-Orchester. Beka 31 808 (mx. 31 808), aufgen. 23. August 1922
- Bleibe bei mir, Shimmy / Karl Hajos. Künstlerkapelle Tino Valeria. Vox 1490-B, August 1923[22]

### Operetten
- „Der schwarze Pierrot“:
  - Holde Signorina: Step a. d. Operette „Der schwarze Pierrot“ / Karl Hajos. Künstler-Kapelle Dajos Béla. Odeon AA 79 852 (Matrizennummer xxBo 7640)
  - Holde Signorina: Step a. d. Operette „Der schwarze Pierrot“ / Karl Hajos. Corelli Tanz-Orchester. Favorite F.440-I (mx. F-0437) aufgen. Berlin 16. August 1922
  - Das Märchen spricht. Valse Boston aus “Der schwarze Pierrot” / Karl Hajos. Bohème-Orchester. Beka 31 795 (mx. 32 795), aufgen. Berlin 16. August 1922

- „Die rote Katze“:
  - Bitte ruf mich an: Shimmy aus „Die rote Katze“ / Karl Hajós. Orchester Marek Weber. Parlophon P. 1543 (Matrizennummer 2-6377)
  - Nur einen Tanz: aus „Die rote Katze“ / Karl Hajós. Orchester Marek Weber. Parlophon P. 1543 (Matrizennummer 2-6378)
  - Onkel Bubi: Shimmy-Fox aus „Die rote Katze“ / Karl Hajós. Bohème-Orchester. Beka 32 163 (mx. 32 163)
  - Samson laß dir doch die Haare schneiden (Karl Hajos – Willi Kollo) Lied aus der Operette »Die Rote Katze«. Duett Siegfried Arno und Dora Hrach; Begleitorchester, Dirigent: Karl Hajos. Homocord B. 251 (mx. M 16 991) – 1923.

- Revue „Der Herr der Welt“:
  - Heimatland: Lied aus „Der Herr der Welt“ / von Karl Hajos. Tanz-Orchester „Metropol“. Polyphon Record 30 856 / 2-27447 (mx. 475 at)
  - Mädelchen: Foxtrott aus „Der Herr der Welt“ / von Karl Hajos. Tanzorchester Erato (Streichmusik). Anker Nr. 1082
  - Muß man denn gleich verheirat’ sein?: Lied aus „Der Herr der Welt“ / von Karl Hajos. Tanz-Orchester „Metropol“. Polyphon Record 30 856 / 2-27 448 (mx. 476 at)
  - Muß man denn gleich verheirat’ sein?: Foxtrot aus der Revue „Der Herr der Welt“ / von Karl Hajós. Tanz-Orchester Nicu Vladescu. Schallplatte „Grammophon“ 15 946 (mx. 389 av)
  - Muß man denn gleich verheirat’ sein?: Foxtrot aus der Revue „Der Herr der Welt“ / von Karl Hajós. Orchester Marek Weber. Parlophon P. 1213-II (mx. 2-2988), aufgen. 9. September 1921

### Filmmusik
- Beggars Of Life (Bettler des Lebens): Waltz (Theme Song of the Motion Picture production, „Beggars of Life“) (J. Keirn Brennan – Karl Hajos). The Troubadours (with male quartet). Electrola E.G. 1129 / 8-821 (Matrizennummer A.46 996), in USA auf Victor 21 683-B, rec. 1928.
- Give me the man: a. d. Paramount-Tonfilm „Marokko“ (Morocco) / Text u. Musik: Leo Robin u. Karl Hajos. Marlene Dietrich mit Orchester. Dirigent: Peter Kreuder. Gesang in Engl. m. Orchester. Electrola E.G. 2275 / 60-1528 (Matrizennummer E-OD 292-I) – 1930.